# YouTube Shorts

Logo de YouTube Shorts.

YouTube Shorts est une plate-forme de partage de vidéos courtes proposée par YouTube. YouTube Shorts héberge des vidéos au format carré ou vertical dont la durée est limitée à 3 minutes. Depuis son lancement en 2021, YouTube Shorts a accumulé plus de 5 000 milliards de vues.

## Aperçu
Le concept de YouTube Shorts ressemble à celui de son concurrent, l'application TikTok. Il présente des vidéos générées par l'utilisateur en mode portrait,, également connu sous le nom de vidéo verticale, ou au format carré. En janvier 2025, la durée maximale des vidéos est passée de 60 secondes à 3 minutes pour tous les utilisateurs.
YouTube Shorts permet aux utilisateurs d'ajouter de la musique et des sous-titres sous licence. Les téléspectateurs font défiler des vidéos sans fin,. YouTube Shorts offre des fonctionnalités d'édition et la possibilité d'interagir avec les spectateurs en répondant aux commentaires avec des vidéos supplémentaires. 
Bien qu'ils soient principalement destinés à être visionnés sur des smartphones, les courts métrages YouTube peuvent être visionnés sur des ordinateurs et des tablettes en saisissant #Shorts dans la barre de recherche YouTube. 
Les vidéos courtes comme YouTube Shorts et Instagram Reels sont contrées par l'émergence de contenus vidéo longs et le mouvement télévisuel lent.

## Histoire
YouTube Shorts est sorti en version bêta en Inde en septembre 2020, à la suite de l'interdiction indienne de TikTok. En mars 2021, une version bêta sort aux États-Unis. YouTube Shorts est déployé dans le monde entier en juillet 2021,.
YouTube, propriété de Google, a lancé fin 2022 son application vidéo courte Shorts sur sa plate-forme de télévision intelligente appelée YouTube TV.

## Fonds
En mai 2021, YouTube annonce le fonds YouTube Shorts, un système dans lequel les meilleurs créateurs de courts métrages pourraient être rémunérés. YouTube explique cela comme un moyen de « monétiser et récompenser les créateurs pour leur contenu » et qu'il s'agirait d'un « fonds de 100 millions de dollars distribué au cours de la période 2021-2022 », similaire au fonds de création d'un milliard de dollars de TikTok. YouTube déclare au Hollywood Reporter que le fonds n'est "qu'un palliatif jusqu'à ce que YouTube développe un outil de monétisation et d'assistance à long terme pour les créateurs de courte durée qui sera calqué sur le programme de partenariat de YouTube, mais différent de celui-ci". Lorsque le fonds est lancé en août 2021, YouTube envoie des invitations à plus de 3 000 créateurs, offrant de 100 à 10 000 dollars par mois,,.

### En France
En septembre 2022, le programme Shorts Créateur de YouTube est annoncé par Zita d’Hauteville, Partner Manager de YouTube France lors des ForYouAwards et lancée en France avec un maximum de 1 000 créateurs,,.

## Piratage TikTok
En janvier 2022, une étude montre que les escrocs piratent des publications populaires sur TikTok pour les republier sur YouTube Shorts, recueillant des millions de vues. Ils épinglent des commentaires sur leurs vidéos republiées contenant des liens commerciaux, ce qui leur permet de générer de l'argent sur la base d'un coût par action ou d'un coût par prospect,,.